# Sony Ericsson K800
Sony Ericsson K800 är en mobiltelefon som är tillverkad av Sony Ericsson. Modellen lanserades i juli 2006. Tidigare utgåva är K750i. Den har en 3,2 megapixels kamera, xenonblixt och autofokus, 3G och TFT-skärm. Den har även RDS FM-radio, MP3-spelare, ir-port, bluetooth, K800 finns i färgerna svart, brun och silver. Den kan hantera flashminnen av typ Memory Stick Micro (M2) i storlek upp till 16 GB. K800i är den första som använder sig ATI:s Imageon 2192-grafik som möjliggör 3D-grafik för Java. 
Telefonen produktplacerades i James Bond-filmen Casino Royale.
Modellen K790i är en GSM-version medan K800i är 3G-versionen.

## Varianter
- K800i - internationell version
- K800c - kinesisk version